# Drapeau de la Birmanie
Le drapeau de la Birmanie ou drapeau du Myanmar est le drapeau national, le pavillon marchand et le pavillon d'État de la République de l'Union de Birmanie.
Le drapeau est constitué de trois bandes égales jaune, verte et rouge et est surmonté d'une grande étoile à cinq branches qui occupe 6/7e de la hauteur. Il est similaire à celui de la Lituanie, dont il diffère notamment par la présence de l'étoile et les proportions.
Le jaune représente la solidarité ; le vert la paix, la tranquillité et la verdoyance de l'environnement du pays ; et le rouge la valeur et l'esprit de décision. L'étoile représente « l'existence perpétuelle de l'Union consolidée ».

## Historique
Le premier drapeau remonte au mouvement de la résistance birmane durant la Seconde Guerre mondiale, qui arborait un drapeau rouge et bleu marqué d'une étoile blanche.
Lors de l'indépendance en 1948, c'est sur cette base que le nouveau drapeau a été créé avec l'ajout de cinq étoiles autour de l'étoile centrale symbolisant l'unité des peuples. Le drapeau fut changé en 1974 pour mieux représenter la nouvelle idéologie socialiste (comme la faucille et le marteau pour l'idéologie communiste).
Le second drapeau adopté le 3 janvier 1974 ressemble au précédent. La couleur dominante du drapeau birman est le rouge. Le rectangle en haut à gauche est bleu. Dans ce rectangle, il y a un épi de riz devant une roue dentée (pignon) qui sont encerclés par 14 étoiles de taille identique.  
Le riz représente les paysans, alors que la roue dentée (pignon) représente les travailleurs donnant la prééminence aux paysans. Les 14 étoiles symbolisent les statuts égaux et l’esprit d’union des 14 États et Divisions qui constituent le Myanmar.  
La couleur blanche du drapeau signifie la pureté ; la couleur rouge indique le bravoure et la nature intègre de la population ; et la couleur bleue est un symbole de la paix et la stabilité du pays.

Ancien drapeau de l'Empire birman sous la Dynastie Konbaung (1700-1885)
Ancien drapeau de la Birmanie britannique (1939 - 1943, 1945-1948)
Ancien drapeau de l'État de Birmanie (1943-1945)
Ancien drapeau de la Birmanie (1948-1974)
Ancien drapeau de la Birmanie (1974-2010)
Proposition de drapeau (2006)

Un nouveau drapeau national a été proposé dès le 10 novembre 2006, pendant une assemblée constituante. Il est composé des trois bandes horizontales égales de vert, jaune et rouge mais dans un ordre différent, et la bande verte étant chargée d'une étoile plus petite à l'extrémité du mât. 
Cette proposition fut faite par une commission de l'assemblée constituante, tenue à Nyaung Hna Pin. Quelques jours plus tard, les médias d'État ont rapporté que les délégués l'avaient rejetée.
En septembre 2007, le drapeau dans sa forme actuelle fut proposé et sa description incluse dans la nouvelle constitution, adoptée lors du référendum de 2008. La nouvelle constitution (et donc le nouveau drapeau) ne devait prendre effet qu'à l'ouverture du parlement élu lors des élections de 2010. Le jeudi 21 octobre 2010, ce nouveau drapeau a été adopté. Les bureaux du gouvernement ont remplacé l'ancien drapeau par ce nouvel étendard à 15 h 33 heure locale (10 h 33 GMT).